# Estadio Palestra Itália
El Palestra Itália, conocido popularmente como Parque Antártica, fue un estadio de fútbol, localizado en la zona oeste de la ciudad de São Paulo, que perteneció al popular club brasileño Palmeiras y poseía una capacidad para 27 650 personas.
El estadio lo construyó el fabricante de cerveza Antarctica, y en 1920 pasó a ser propiedad del Palmeiras. El Derby Paulista entre Palmeiras y Corinthians se jugó allí por última vez en 1976, tras lo cual el club prefirió alquilar el estadio de Morumbí, de capacidad muy superior.
El 9 de julio de 2010, Palmeiras jugó su último partido en dicho estadio frente a Boca Juniors y el xeneize lo derrotó por 2 a 0. Después del amistoso comenzaron las obras de demolición y posterior construcción de un nuevo estadio, que sería el Estadio Allianz Parque.